# 2897 Ole Römer
2897 Ole Römer è un asteroide della fascia principale. Scoperto nel 1932, presenta un'orbita caratterizzata da un semiasse maggiore pari a 2,2477975 UA e da un'eccentricità di 0,1007865, inclinata di 5,83994° rispetto all'eclittica. L'asteroide è dedicato all'astronomo danese Ole Rømer.